# Storbritanniens Grand Prix 1989
Storbritanniens Grand Prix 1989 var det åttonde av 16 lopp ingående i formel 1-VM 1989.

## Resultat
1. Alain Prost, McLaren-Honda, 9 poäng
2. Nigel Mansell, Ferrari, 6
3. Alessandro Nannini, Benetton-Ford, 4
4. Nelson Piquet, Lotus-Judd, 3
5. Pierluigi Martini, Minardi-Ford, 2
6. Luis Pérez Sala, Minardi-Ford, 1
7. Olivier Grouillard, Ligier-Ford
8. Satoru Nakajima, Lotus-Judd
9. Derek Warwick, Arrows-Ford
10. Thierry Boutsen, Williams-Renault
11. Emanuele Pirro, Benetton-Ford
12. Bertrand Gachot, Onyx-Ford

### Förare som bröt loppet
- Mauricio Gugelmin, March-Judd (varv 54, växellåda)
- Martin Brundle, Brabham-Judd (49, motor)
- Gerhard Berger, Ferrari (49, växellåda)
- Éric Bernard, Larrousse (Lola-Lamborghini) (46, motor)
- Philippe Alliot, Larrousse (Lola-Lamborghini) (39, motor)
- Jonathan Palmer, Tyrrell-Ford (32, snurrade av)
- Stefano Modena, Brabham-Judd (31, motor)
- Jean Alesi, Tyrrell-Ford (28, snurrade av)
- Nicola Larini, Osella-Ford (23, hantering)
- Riccardo Patrese, Williams-Renault (19, snurrade av)
- Ivan Capelli, March-Judd (15, transmission)
- Andrea de Cesaris, BMS Scuderia Italia (Dallara-Ford) (16, motor)
- Ayrton Senna, McLaren-Honda (11, snurrade av)
- Roberto Moreno, Coloni-Ford (2, växellåda)

### Förare som ej kvalificerade sig
- Rene Arnoux, Ligier-Ford
- Eddie Cheever, Arrows-Ford
- Gabriele Tarquini, AGS-Ford
- Christian Danner, Rial-Ford

### Förare som ej förkvalificerade sig
- Stefan "Lill-Lövis" Johansson, Onyx-Ford
- Alex Caffi, BMS Scuderia Italia (Dallara-Ford)
- Gregor Foitek, EuroBrun-Judd
- Piercarlo Ghinzani, Osella-Ford
- Yannick Dalmas, AGS-Ford
- Bernd Schneider, Zakspeed-Yamaha
- Pierre-Henri Raphanel, Coloni-Ford
- Aguri Suzuki, Zakspeed-Yamaha
- Volker Weidler, Rial-Ford

## VM-ställning
| Förarmästerskapet 1. Alain Prost, McLaren-Honda, 47 2. Ayrton Senna, McLaren-Honda, 27 3. Riccardo Patrese, Williams-Renault, 22 | Konstruktörsmästerskapet 1. McLaren-Honda, 74 2. Williams-Renault, 35 3. Ferrari, 21 |